# Sztuka wynaturzona

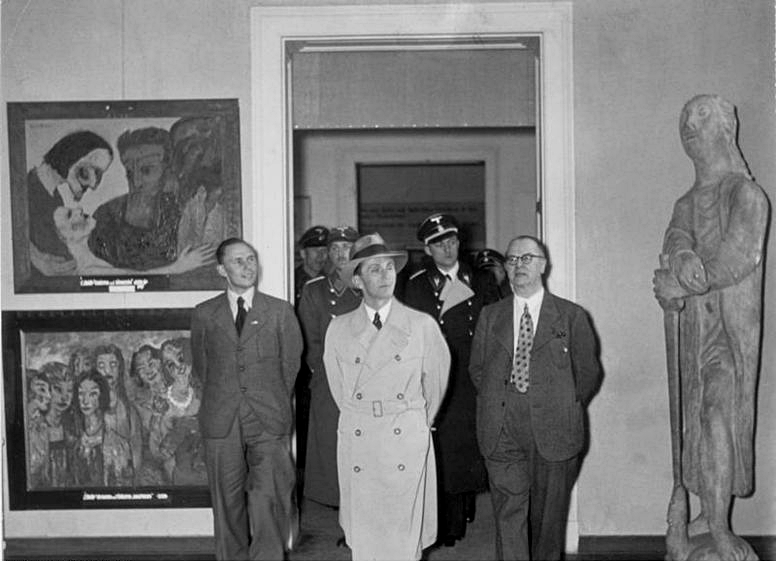
Joseph Goebbels na wystawie sztuki wynaturzonej w 1938 r.

Sztuka wynaturzona (również sztuka zdegenerowana. niem. Entartete Kunst) – termin używany przez nazistów dla określenia sztuki innej niż oficjalna sztuka nazistowskich Niemiec i niezgodnej z nazistowską ideologią.
Oficjalna sztuka III Rzeszy opierała się na romantycznym realizmie, a jej celem było głoszenie chwały rasy panów i potęgi Niemiec. Była ona „czysta rasowo” i tworzona przez „czystych rasowo” twórców w odróżnieniu od „sztuki wynaturzonej” tworzonej przez artystów „podrzędnych rasowo”. Sztuka III Rzeszy miała prezentować klasyczne wzorce piękna, a nie obrazy „zniekształcone i zdeformowane”.
W praktyce określenie „sztuka wynaturzona” odnosiło się przede wszystkim do głównych nurtów ówczesnej sztuki nowoczesnej.

Po atakach słownych nastąpiły czyny. 30 października 1936 zamknięto dział sztuki współczesnej Starej Galerii Narodowej w Berlinie. Rozporządzeniem z 30 czerwca 1937 upoważniono nowego prezesa Izby Kultury Rzeszy, Adolfa Zieglera, do: 

wyboru i zabezpieczenia dzieł niemieckiej sztuki wynaturzonej w dziedzinie malarstwa i rzeźby od roku 1910, będących w posiadaniu Rzeszy, Krajów lub należących do mienia komunalnego, w celu organizacji wystawy.

 Ofiarą akcji padło ponad 16 tysięcy dzieł sztuki, które zostały sprzedane za granicą, często po zaniżonych cenach, lub zniszczone.
W Monachium od 19 lipca do 30 listopada 1937 odbyła się wielka wystawa sztuki zdegenerowanej, na której zgromadzono około 650 obrazów skonfiskowanych z kolekcji prywatnych i najważniejszych muzeów Niemiec. Wystawę zwiedziło ponad 2 miliony widzów.

## Kierunki w sztuce oznaczone jako „zdegenerowane”
- Dadaizm
- Kubizm
- Ekspresjonizm
- Fowizm
- Impresjonizm
- Surrealizm